# Falsoibidion fasciatum
Falsoibidion fasciatum är en skalbaggsart som beskrevs av Maurice Pic 1926. Falsoibidion fasciatum ingår i släktet Falsoibidion och familjen långhorningar. Inga underarter finns listade i Catalogue of Life.